# Karma Chameleon
"Karma Chameleon" é uma canção da banda britânica de new wave Culture Club, lançada como segundo single do álbum Colour by Numbers, de 1983. É um dos maiores sucessos do grupo, tendo ficado três semanas no topo da Billboard Hot 100 em 1984, se tornando o único número um do Culture Club nos Estados Unidos. Na terra natal da banda, se tornou o seu segundo single a atingir a primeira posição na UK Singles Chart, permanecendo no topo por seis semanas entre setembro e outubro de 1983 e se tornando o single mais vendido daquele ano. "Karma Chameleon" atingiu a primeira posição nas paradas de dezesseis países. A canção venceu o prêmio de Melhor Single Britânico nos Brit Awards de 1984.

## Informação
Durante uma entrevista o vocalista do grupo, Boy George explicou que a canção é sobre "o terrível medo de alienação que as pessoas têm, o medo de defender algo. É sobre tentar agradar a todo mundo. Basicamente, se você não é verdadeiro, se você não age como pensa, então você enfrentará a justiça do carma, este é o jeito da natureza se vingar de você".
A proeminente gaita presente na canção foi tocada por Judd Lander, que havia sido um dos membros do grupo de música beat The Hideaways durante a década de 1960. A canção iria originalmente se chamar "Cameo Chameleon" (em português:  Camaleão camafeu). A banda havia dito, em entrevistas no final de 1983, que este seria o título de seu single seguinte.